# شارش ژن
شارش ژن (به انگلیسی: Gene flow) (به آن مهاجرت ژن نیز گفته می‌شود) جابجایی و انتقال الل‌های ژن از یک جمعیت به جمعیتی دیگر است. مهاجرت به داخل یا خارج از یک جمعیت، نقشی کلیدی در تغییر بسامد الل‌ها در آن جمعیت بازی می‌کند. همچنین می‌توان مهاجرت را به عنوان عاملی در شناساندن شکل‌های متنوع ژن به استخر ژنی تثبیت شده یک جمعیت یا یک گونه دانست.
چندین عامل در میزان شارش ژن بین جمعیت‌های گوناگون تأثیرگذارند. تحرک را باید یکی از اساسی‌ترین این عوامل دانست. هر اندازه توان تحرک یک جاندار بالاتر باشد، به همان نسبت توان مهاجرتش نیز افزایش خواهد یافت. گر چه جانوران توان جابجا شدن بالاتری نسبت به گیاهان دارند، ولی گیاهان نیز با استفاده از عواملی چون باد و دیگر جانوران، می‌توانند گرده و تخم خود را در مسافت‌هایی قابل توجه منتشر سازند. تداوم در شارش ژن بین دو جمعیت می‌تواند سبب ادغام استخرهای ژنی آن دو جمعیت گردد که خود باعث کاهش تفاوت ژنی دو گروه می‌شود. از همین روست که شارش ژن را باید یکی از نیروهای توانمند در مقابل ایجاد گونه‌های زیستی جدید (گونه‌زایی) دانست (شارش ژن سبب کمرنگ شدن تفاوت‌های ژنی بین دو گروه که برای گونه‌زایی ضروری است می‌گردد). تصور کنید که یک گونه علف در دو سوی یک بزرگراه بروید و بزرگراه علف‌ها را از یکدیگر جدا سازد.در این حالت دو جمعیت علف شکل می‌گیرند. حال اگر این جمعیت‌ها توان باروری جمعیت دیگر را به وسیلهٔ گرده خود داشته باشند، شارش ژن سبب انتقال الل‌های یک جمعیت به جمعیت دیگر خواهد شد و تفاوت واضحی بین استخر ژنی دو گروه پدیدار نخواهد گردید. 

## موانع شارش ژن
بیشتر موانع ایجاد شده در راه شارش ژن موانع طبیعی هستند. از آن جمله می‌توان به کوهستان‌های غیرقابل عبور، اقیانوس‌ها و صحراهای گسترده اشاره کرد. گاه این موانع ساخته دست آدمی هستند. دیوار بزرگ چین نمونه‌ای از این دسته موانع است. این سازه شارش ژن بین گیاهان دو سوی دیوار را دچار اشکال کرده‌است. از این روی به دلیل کاهش شارش ژن، گیاهان دو سوی دیوار تفاوت‌های ژنتیکی از خود نشان می‌دهند. نیازی به این که موانع شارش ژن فیزیکی باشند نیست. گونه‌های زیستی می‌توانند در یک زیست گاه زندگی کنند ولی شارش ژن محدودی داشته باشند. نمونه آن هنگامی است که فرزندان دورگه‌ای که از نزدیکی افراد دو گروه به وجود می‌آیند نا سازوار باشند و توسط انتخاب طبیعی حذف شوند. 